# روزباخ فور در هويه
روزباخ ور در هوهه (بالألمانية: Rosbach vor der Höhe) هي بلدة، مدينة وبلدة ألمانية تقع في ألمانيا في Wetteraukreis.